# Constant Kortmann
Constantinus Nicolaas Maria (Constant) Kortmann (Weert, 12 juli 1908 – Mook, 14 december 1997) was een Nederlands burgemeester en commissaris van de Koningin.
Hij doorliep het Sint Willibrordus College in Katwijk aan de Rijn en het Canisius College in Nijmegen waarna hij rechten studeerde aan de Katholieke Universiteit Nijmegen waarin hij in 1941 promoveerde. Hij was werkzaam als ambtenaar bij de Brabantse gemeenten Linden en Cuijk.
Kortmann was een magistraat die op zijn negenentwintigste al dorpsburgemeester was in Midden-Limburg en ondanks zijn beschouwelijke aard in het openbaar bestuur wist op te klimmen tot Commissaris van de Koningin in Noord-Brabant, na zeven jaar burgemeester van Breda te zijn geweest. Vormelijke vriendelijke patriarch zonder stropdas, maar altijd met een vlinderdasje. Maakte door een zekere verlegenheid niet snel contact met gewone burgers. Zette zich in voor natuur- en cultuurbehoud, maar moest na zijn aftreden erkennen dat er in Brabant veel schoons verloren was gegaan.
Hij werd meermaals koninklijk onderscheiden en in 1973 bevorderd tot Grootofficier in de Orde van Oranje-Nassau. Kortmann was gehuwd en kreeg drie zonen en drie dochters. Hij was een schoonzoon van Albertus Nicolaas Fleskens. Zijn zoon Constantijn Kortmann was hoogleraar staatsrecht in Nijmegen, zoon Bas Kortmann was daar hoogleraar burgerlijk recht en werd later rector-magnificus en zijn zoon Yvo Kortmann was burgemeester. Een zus van hem was gehuwd met Kamerlid Flip van Campen.
- Biografisch Portaal: 60355049
- Gemeinsame Normdatei: 173302009
- International Standard Name Identifier: 0000 0003 5751 9957
- Nederlandse Thesaurus van Auteursnamen: 073437360
- Parlement.com: vg09llz6wkz3
- Virtual International Authority File: 196344060
- WorldCat: E39PBJyrTCvWggRbffMWwP6Myd